# Бардан Турк
Бардан Турк (д/н — бл. 803) — політичний та військовий діяч Візантійської імперії.

## Життєпис
Походив зі знатного вірменського роду, ймовірно, належав до родичів Маміконянів. Також висловлюється думка, що був родичем імператорів Артабаста або Філіппіка. Син Костянтина, протостратора. Народився в області Ангілена (колишня провінція Вірменія IV). Розпочав діяльність за часів Ісаврійської династії. Зробив блискучу кар'єру, ставши патрикієм, завдяки підтримці імператриці Ірини. Стає членом синкліту. Можливо, брав участь у придушенні заколоту в фемі Арменіакон в 793 році.
У 795 році призначений доместіком схол Сходу. Придушив невдоволення викликане другим шлюбом імператора Костянтина VI. У 797 році на посаді стратега феми Фракісій сприяв захопленню влади Іриною. 799 року на Великодній понеділок був одним з 4 керуючим квадригою імператриці. Сприяв кар'єрі свого небожа Льва.
У 802 році після повалення імператриці Ірини зберіг своє становище. Новий імператор Никифор I призначає Бардана Турка доместіком схол, отримавши під керування фему Анатолік. 803 року для більш успішної підготовки військової кампанії імператор призначає Бардана моностратегом. Йому фактично були підпорядковані усі малоазійські феми. У відповідь війська Багададського халіфату виступили проти Візантії. У липні того ж року Бардана турка було оголошено імператора. Його не підтримала лише фема Арменіакон. На думку дослідників причиною повстання було несприйняття щодо повернення до практики іконоборства та намагання повернути імператрицю Ірину на трон. Але смерть останньої 8 серпня позбавила моральної законності дії Бардана Турка.
Доволі швидко війська Бардана зайняли Малу Азію та підійшли до міста Хризополь. Турк сподівався на підтримку балканських фем та повстання в столиці проти Никифора I, але марно. В результаті прихильники Бардана Турка стали залишати його, переходячи на бік імператора. Тому він вирішив не доводити справи до битви. За посередництва Йосифа, ігумена монастиря Катара і константинопольского патріарха Тарасія домовився про власну безпеку й розпустив військо. Потім перебрався до о. Прот в Мармуровому морі, де став ченцем під ім'ям Сава.
У грудні 803 року група вояків з лікаонії висадилася на Проті, де осліпила колишнього доместіка схол. Вважається, що це було зроблено за таємним наказом імператора. Подальша доля Турка невідома.

## Родина
Дружина — Домніка.
Діти:
- Фекла, дружина Михайла Аморійського
- Ірина, дружина Льва Скліра
- Бриєнн